# Transoxiane
 (février 2019).
Si vous disposez d'ouvrages ou d'articles de référence ou si vous connaissez des sites web de qualité traitant du thème abordé ici, merci de compléter l'article en donnant les références utiles à sa vérifiabilité et en les liant à la section « Notes et références ».

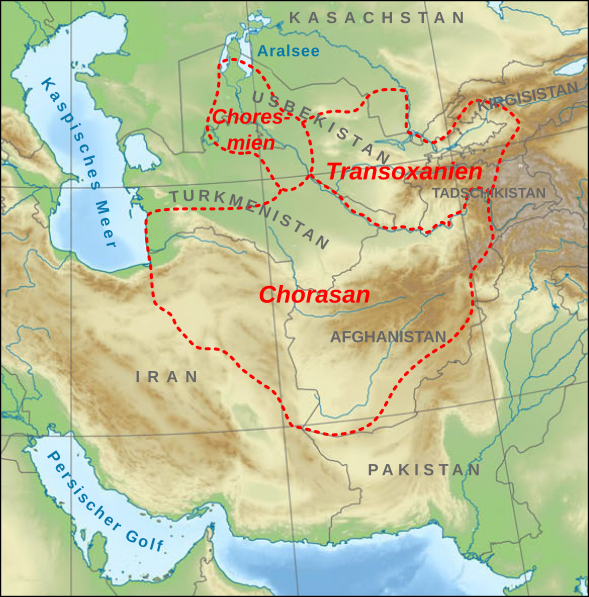
Situation de la Transoxiane (avec le Grand Khorassan et la Chorasmie) superposées sur les États actuels.

La Transoxiane (en arabe : mā warāʾ an-nahr, ما وراء النهر, « au-delà du fleuve », en ouzbek Movaraunahr et en persan Farārūd (فرارود "derrière la rivière [Amou-Daria] )) est l'ancien nom d'une partie de l'Asie centrale située au-delà du fleuve Oxus (actuel Amou-Daria). Elle correspond approximativement à l'Ouzbékistan et au Tadjikistan modernes, au sud-ouest du Kazakhstan et au sud du Kirghizistan. Géographiquement, il s'agit de la région située entre les fleuves Oxus et Syr-Daria. L'utilisation de ce terme de nos jours implique généralement que l'on parle de la région à une époque antérieure au VIIIe siècle. Cependant le terme est resté en usage parmi les historiens occidentaux plusieurs siècles après.

## Étymologie
Le nom est d'origine latine et signifie mot-à-mot « au-delà du fleuve Oxus », ancien nom de l'Amou-Daria, qui décrit parfaitement la région du point de vue des Grecs et des Romains. Le nom est cependant resté en Occident à cause des exploits d'Alexandre le Grand, qui apporta la culture grecque dans cette région par ses conquêtes (IVe siècle av. J.-C.). La Transoxiane représentait alors l'extrémité nord-est de la culture hellénistique.

## Histoire

Transoxiane vers 750.

Depuis l'Antiquité jusqu'à la fin du Ier millénaire, la Transoxiane a été habitée par des peuples parlant des langues iraniennes, en particulier par les Sogdiens et les Scythes. Au sud, sur le cours supérieur de l'Amou-Daria, vivaient les Bactriens. Le Khwarezm se trouvait au sud de la mer d'Aral, sur le delta de l'Amou-Daria. La plus importante ville de Transoxiane était Samarcande, une autre ville de grande importance était Boukhara. Les deux étaient sogdiennes et situées dans la partie sud de la Transoxiane (cependant toujours au nord de l'Oxus, sur le fleuve Zeravchan), la majorité de la région était constituée de plaines sèches mais fertiles.
Après la conquête arabe au VIIIe siècle, la région fut appelée Ma wara'un-Nahr (ce qui signifie en arabe « ce qui est au-delà du fleuve »). Les fleuves s'appellent le Djihoun (arabe : jīḥūn, جيحون; turc : djeyḫun, Ceyhun pour l'Amou Daria / Oxus / Ὦξος ; c'est a priori le même mot que le Gihon biblique) et le Sihoun (arabe : sīḥūn, سيحون; turc : seyḫun, Seyhun pour le Syr Daria / Iaxartes / Ιαξάρτης). Gengis Khan envahit la Transoxiane en 1219 lors de sa conquête du Khwarezm. Avant sa mort en 1227, il donna les terres  de l'Asie centrale occidentale à son deuxième fils Djaghataï. Cette région devint alors le khanat de Djaghataï. En 1369, Tamerlan, de la tribu Barlas, devint dirigeant sous l'autorité de la dynastie des Djaghataïdes et fit de Samarcande la capitale de son futur empire. 
La région fit ensuite l'objet d'incursions du chah Ismaïl Ier (r. 1501-1524), fondateur de la dynastie des Séfévides, qui s'attaque à Muhammad Shaybânî, deuxième souverain de la dynastie turco-mongole des Chaybanides. Le chah soutient Babur, qui s'empare de Samarcande en 1497, avant de fuir vers l'Inde du Nord.

## Homonymie
Transoxiane est également le nom d'une société d'investissement argentine.